# Borcke

Wappen derer von Borcke

Borcke (auch Borke, Bork, Borck) ist der Name eines alten pommerschen Adelsgeschlechts.

## Geschichte
Der Stammvater des Geschlechts ist vermutlich Bork, ein hoher Adliger wendischer Abstammung, der in den Kämpfen des Herzogs Bogislaw I. von Pommern mit der Mark Brandenburg in den Jahren 1170 bis 1187 fiel. Sein Enkel Borko II. war bis 1255 Burggraf von Kolberg. In der Umschrift seines Siegels aus dem Jahr 1282 nannte er sich Borco de Vressow und in einer Urkunde des Herzogs Barnim I. von Pommern von 1271, aber auch später, dominus de Lobis (lat. Herr von Lobis).
Am Ende des 13. Jahrhunderts wurde der wendische Personenname Borko zum Familiennamen, blieb aber auch Taufname einzelner Personen. So erschienen in einer Urkunde von 1338 der alte Ritter Borke, Claus Borke (I), Bernt Borke, Jakob Borke und Claus Borke (II). Ein Borko war seit 1361 Domherr von Kammin, der 1368 ausdrücklich Borco de Lobeze genannt wird. Um 1460 führten zwei Borcke den Vornamen Schir, gleichbedeutend mit dem oberdeutschen Eitel.
Wegen dieser Ahnherrn werden die Borcke in der Geschichtsschreibung auch als Borkonen bezeichnet.

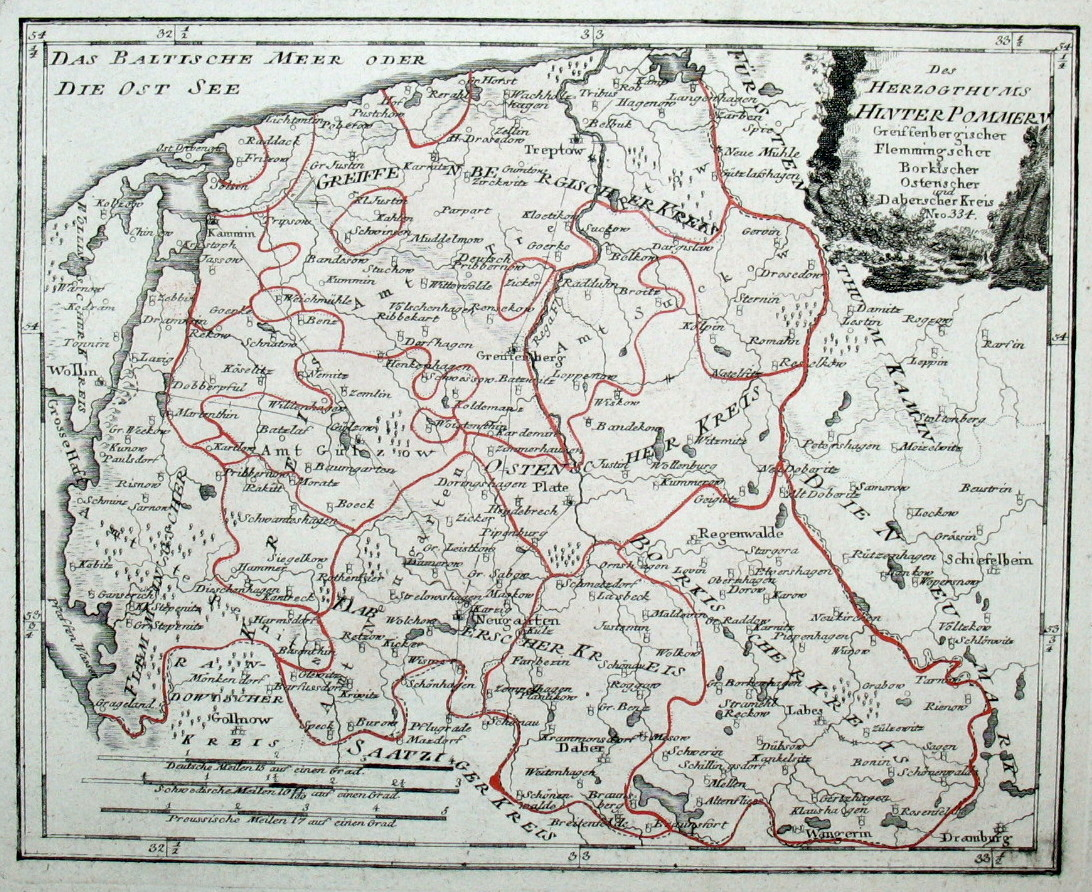
Karte des Herzogtums Hinterpommern mit dem Borkischen Kreis (im Südosten)

Die Besitzungen der Borcke in Hinterpommern bildeten einen abgerundeten Kreis mit mehreren Städten, unter anderem Labes, Regenwalde, Strahmel und Wangerin. Er umfasste eine Verwaltungseinheit, die bis 1817 offiziell Borckescher Kreis hieß und anschließend als Landkreis Regenwalde fortbestand. In ihrem Stammland, dem Borckekreis, übten die Herren von Borcke die gesamte Verwaltung und die hohe und niedere Gerichtsbarkeit aus. Im Jahre 1460 bestätigten sie die Privilegien ihrer Stadt Labes.
Seit dem 12. Jahrhundert gehörten Dorf und Gut Stargordt einem Zweig der Familie. Von 1717 bis 1721 erbaute sich Generalfeldmarschall Adrian Bernhard von Borcke in Stargordt ein Schloss im Stil des norddeutschen Barock.
In Regenwalde waren die Herren von Vidante Mitbesitzer. Mit deren Aussterben wurde Ritter Hans Borcke 1447 mit ihren Gütern belehnt, darunter Dorow (bis 1826). Vor allem unter Heinrich Borcke, der auch der schwarze Ritter genannt wurde, konnte der Grundbesitz reichlich vermehrt werden. Er erhielt vom Kurfürst von Brandenburg das Angefälle des Anteiles derer vom Wolde an Schloss und Stadt Falkenberg in der Neumark. Nachdem er sich diesen Besitz durch Kauf gesichert hatte, wurde Heinrich 1479 damit belehnt. Herzog Bogislaw X. von Pommern gewährte ihm 1481 und 1484 das Angefälle der Schmelingschen und Schwochowscher Lehensgüter. Vom Johanniterorden kaufte er 1493 als Lehen das Schloss Pansin mit den dazugehörigen Gütern, das 1682 durch Heirat an die Puttkamer überging.

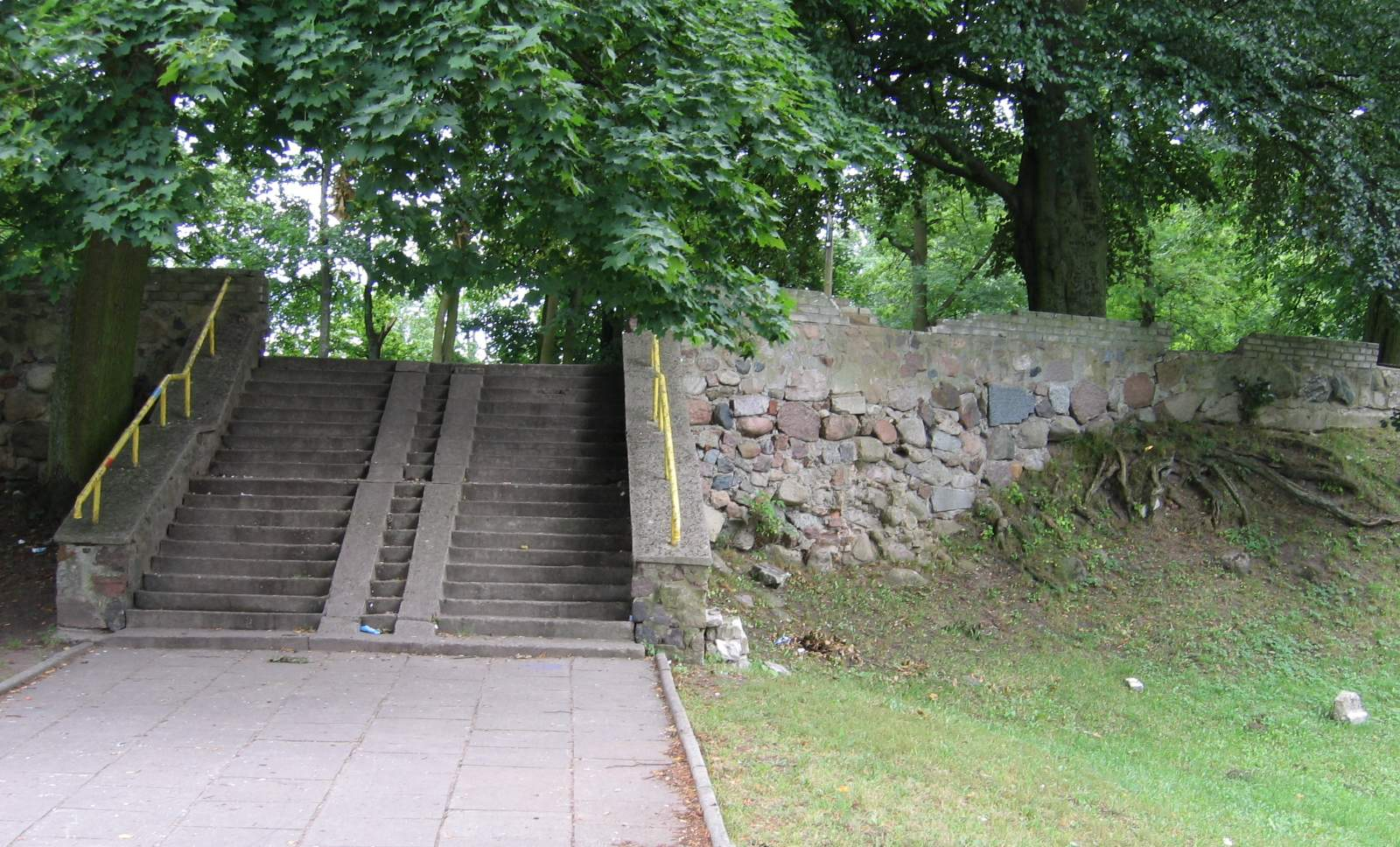
Burgstelle in Regenwalde
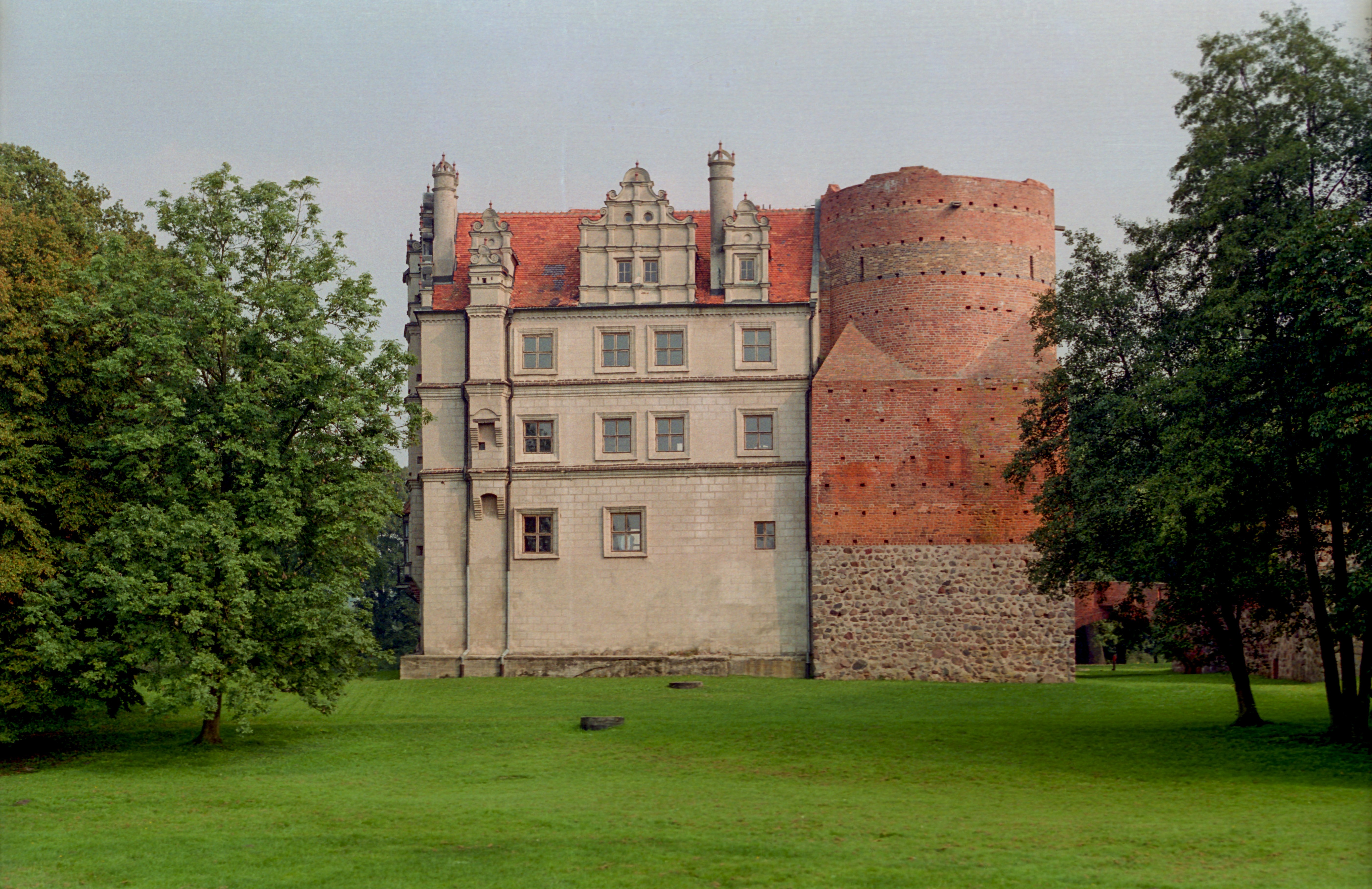
Schloss Pansin, in Pansin
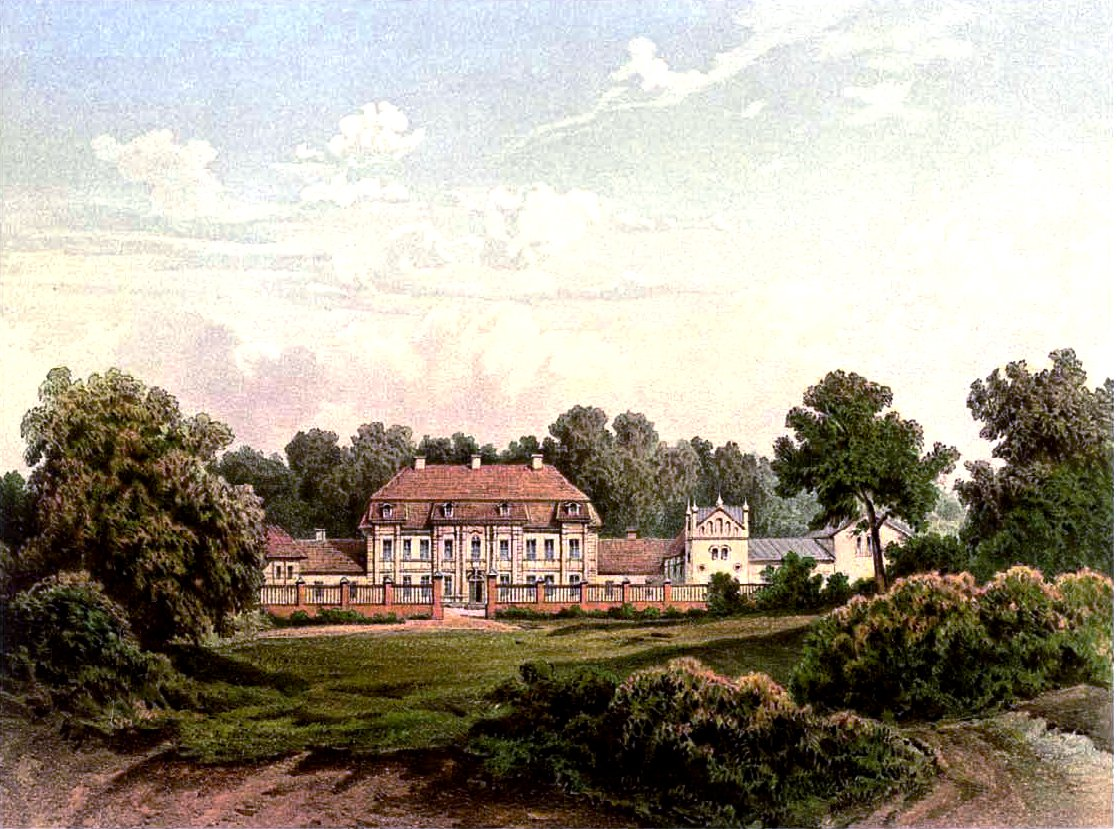
Schloss Stargordt

Von den Borkonen ist überliefert, dass sie sich über Generationen hinweg weigerten, ihre alten Erb- und Stammgüter von den Greifen als den pommerschen Oberlehnsherren durch Leistung des Lehnseids in Empfang zu nehmen. Nur bei den neueren Besitzungen, die ihnen vom Landesfürsten selbst übertragen worden waren, willigten sie ein. Die Befreiung von der Lehnsempfängnis behaupteten sie bis ins Jahr 1567, dann gaben sie ihren Widerstand unter der Regierung der Herzöge Johann Friedrich und Barnim X. auf, machten jedoch zur Bedingung, dass ihnen daraus kein Nachteil erwachsen dürfe.
Erst gegen Ende des 17. Jahrhunderts nahmen Angehörige des Geschlechts das Prädikat „von“ in ihren Namen auf. In den Jahren 1740, 1790 und 1840 sind Grafendiplome in die Familie gekommen.
Um 1865 ließ sich ein Zweig der Familie auch in Hohensee bei Wolgast nieder. Die Gutsherren waren im ständischen Kreistag des Landkreises Greifswald vertreten. Im Kreishaus war ein Wappenfries der Mitglieder angebracht, der auch das derer von Borcke enthielt. Weitere vorpommersche Besitze bestanden in Krienke, Suckow (Usedom) und Regezow (1527–1945) und Altwigshagen. Weitere Besitzungen (Stand 1863): Demitz/Anklam, Annenhof und Heinrichshof bei Lübs (Vorpommern).
Im hinterpommerschen Kolberger Kreis kam 1837 Reselkow an die Borcke.

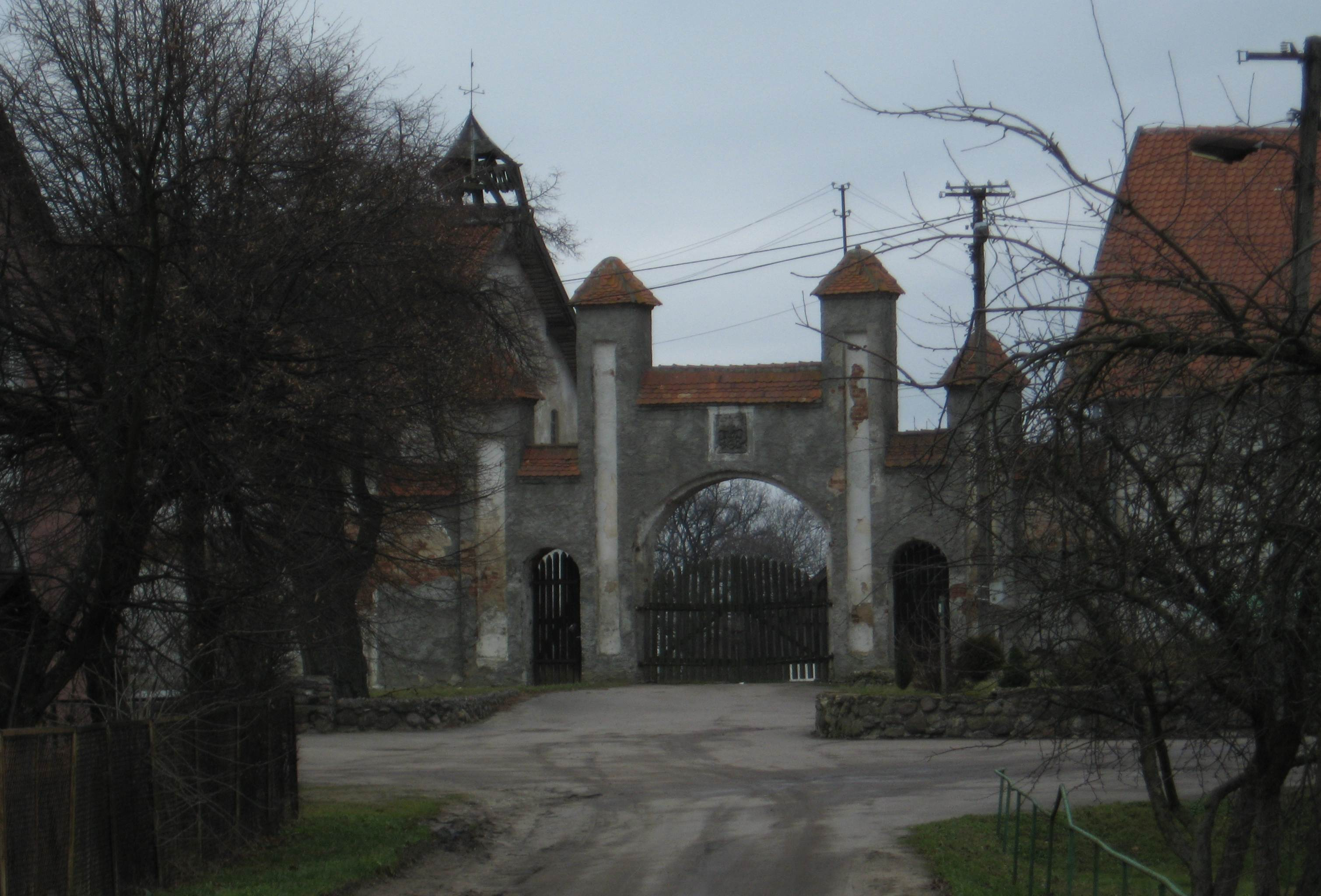
Gut Tolksdorf
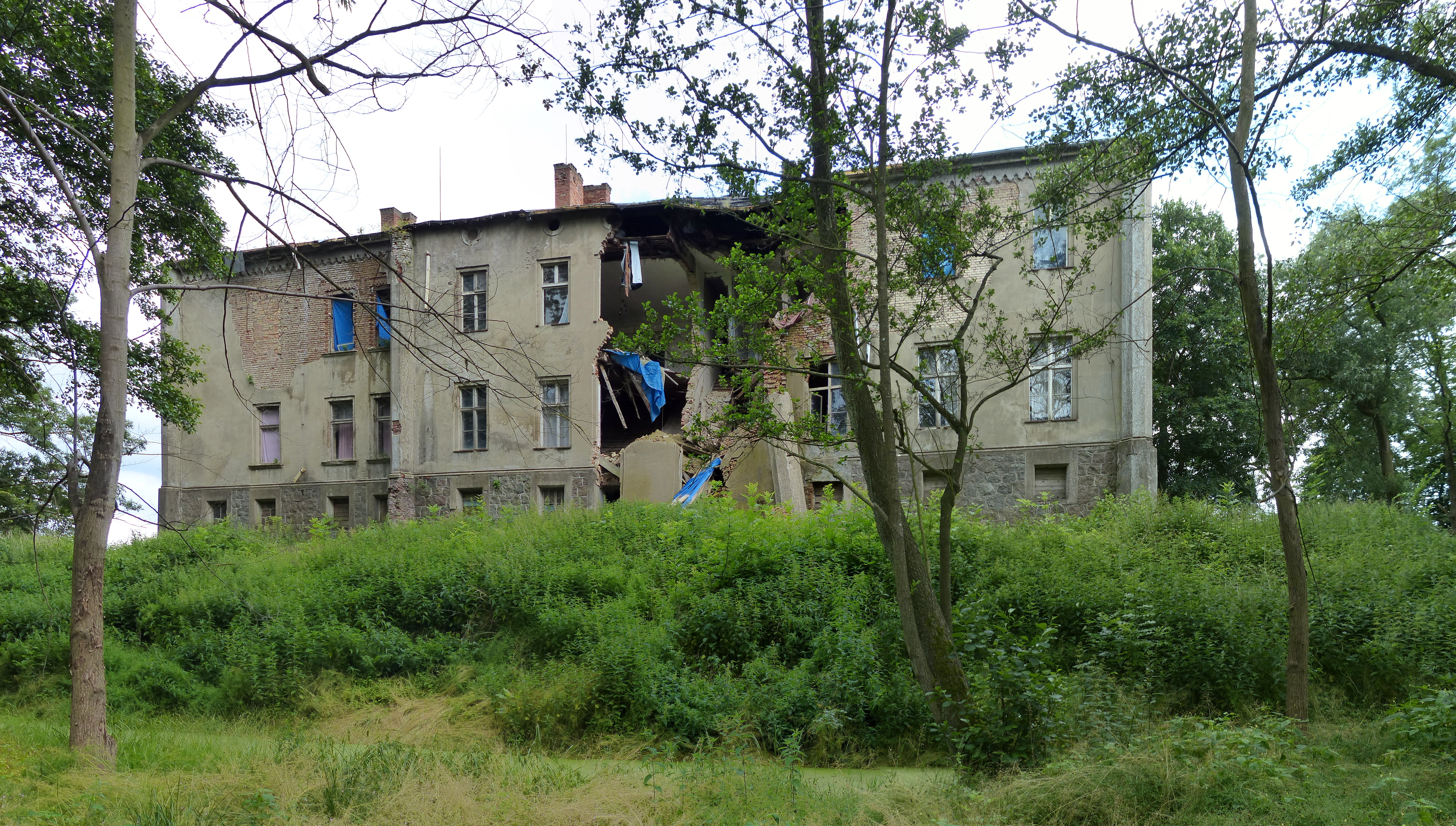
Gutshaus Altwigshagen
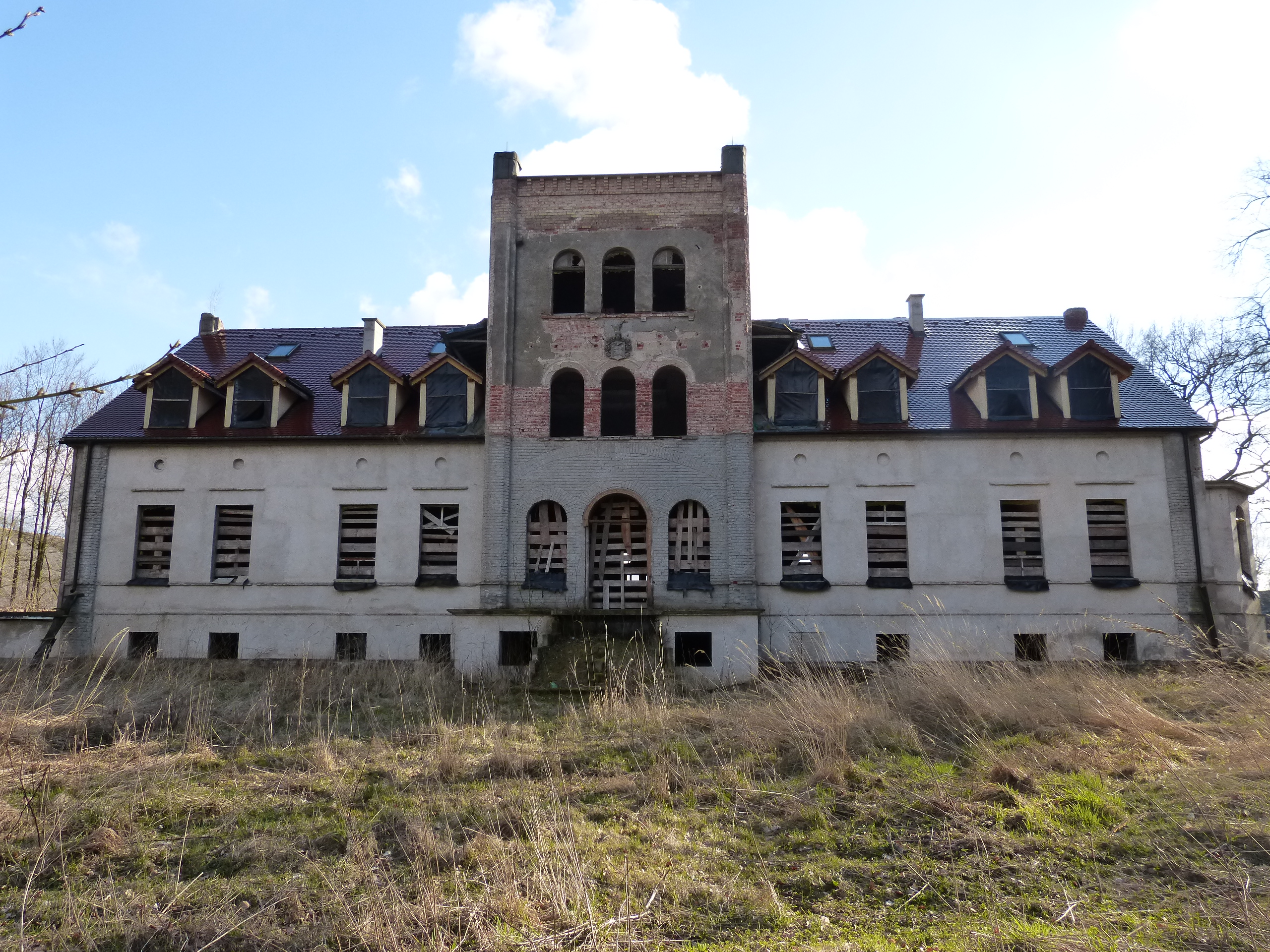
Gut Reselkow

Aus dem Geschlecht sind bedeutende Angehörige hervorgegangen, die sich vor allem in Preußen große Verdienste erworben haben. Adrian Bernhard von Borcke war preußischer Generalfeldmarschall und Staatsminister und einer der engsten Vertrauten des preußischen Königs Friedrich Wilhelm I. Georg Matthias von Borcke war Kanzler der Neumark und Heinrich Adrian Graf von Borcke preußischer General der Kavallerie, Erzieher der königlichen Prinzen und Schriftsteller.

## Präsentationsrecht zum Preußischen Herrenhaus
Wegen der Verdienste um die Krone und des bedeutenden Landbesitzes verlieh König Friedrich Wilhelm IV. am 22. November 1855 dem Geschlecht das Präsentationsrecht zum Preußischen Herrenhaus.
Auf Präsentation des Verbandes des Pommerschen Schlossgesessenen Geschlechts von Borcke saßen im Herrenhaus:
- 1856–1878: Theodor von Borcke (* 1805; † 1878)[5]
- 1879–1905: Kurt von Borcke (* 1835; † 1905)[5]
- 1906–1914: Wulff von Borcke (* 1839; † 1914)[6][7]

## Wappen
Das Wappen zeigt in Gold zwei übereinanderliegende zum Sprung ansetzende gekrönte rote Wölfe mit beringten goldenen Halsbändern. Auf dem gekrönten Helm ein wachsender roter Hirsch. Der Zehnender mit beringtem goldenen Halsband trägt eine Krone zwischen dem Geweih. Die Helmdecken sind rot-golden.

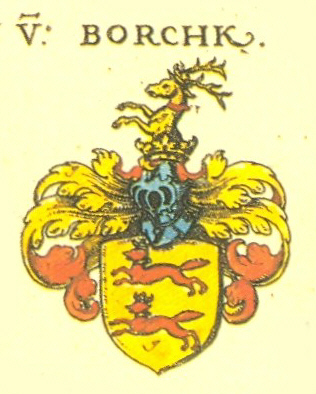
Wappen aus Johann Siebmachers Wappenbuch (1605)
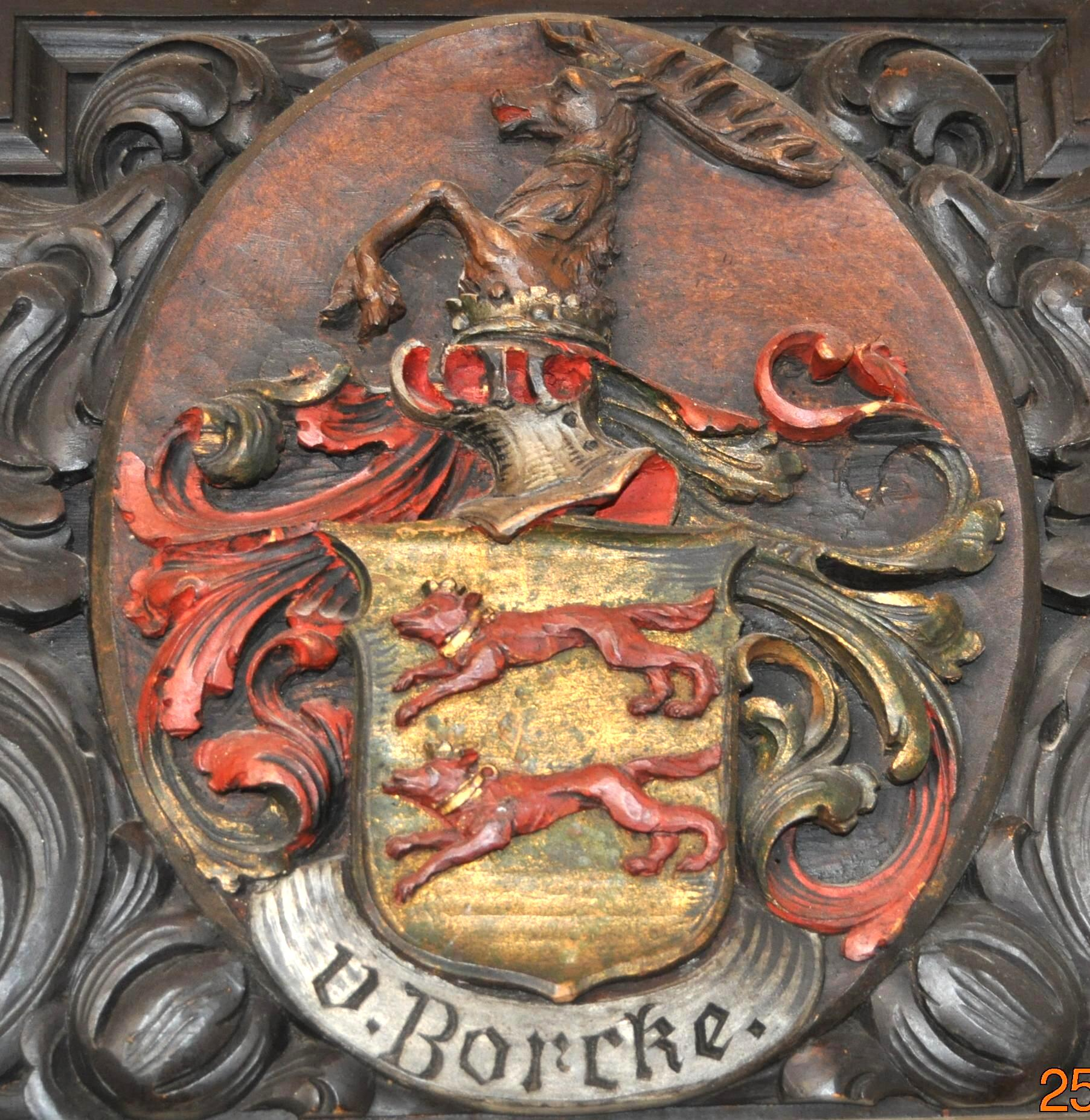
Wappen derer von Borcke im Kreishaus Greifswald
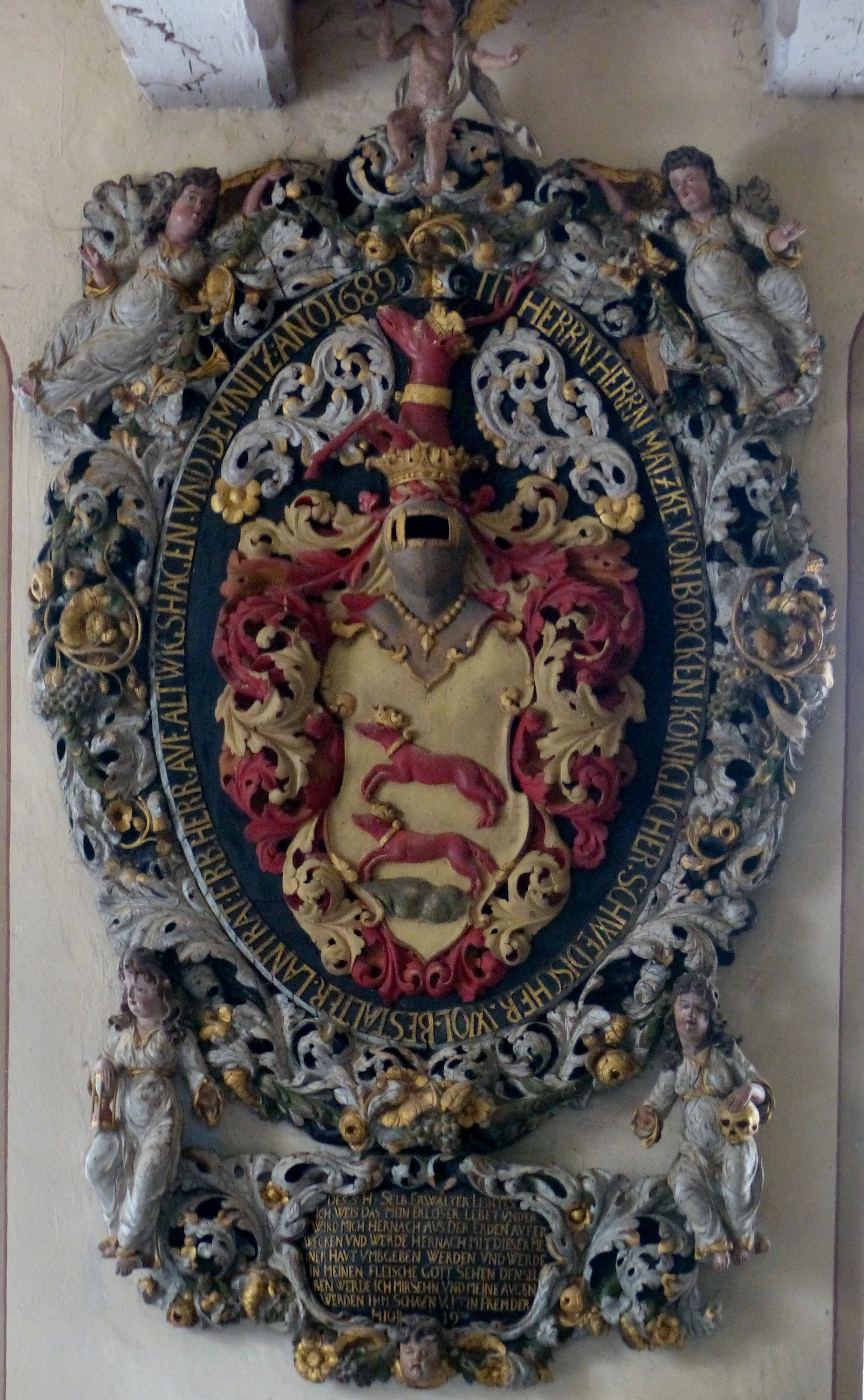
Epitaph des Matzke Borcke († 1689) in der Kirche Altwigshagen

## Bekannte Familienmitglieder

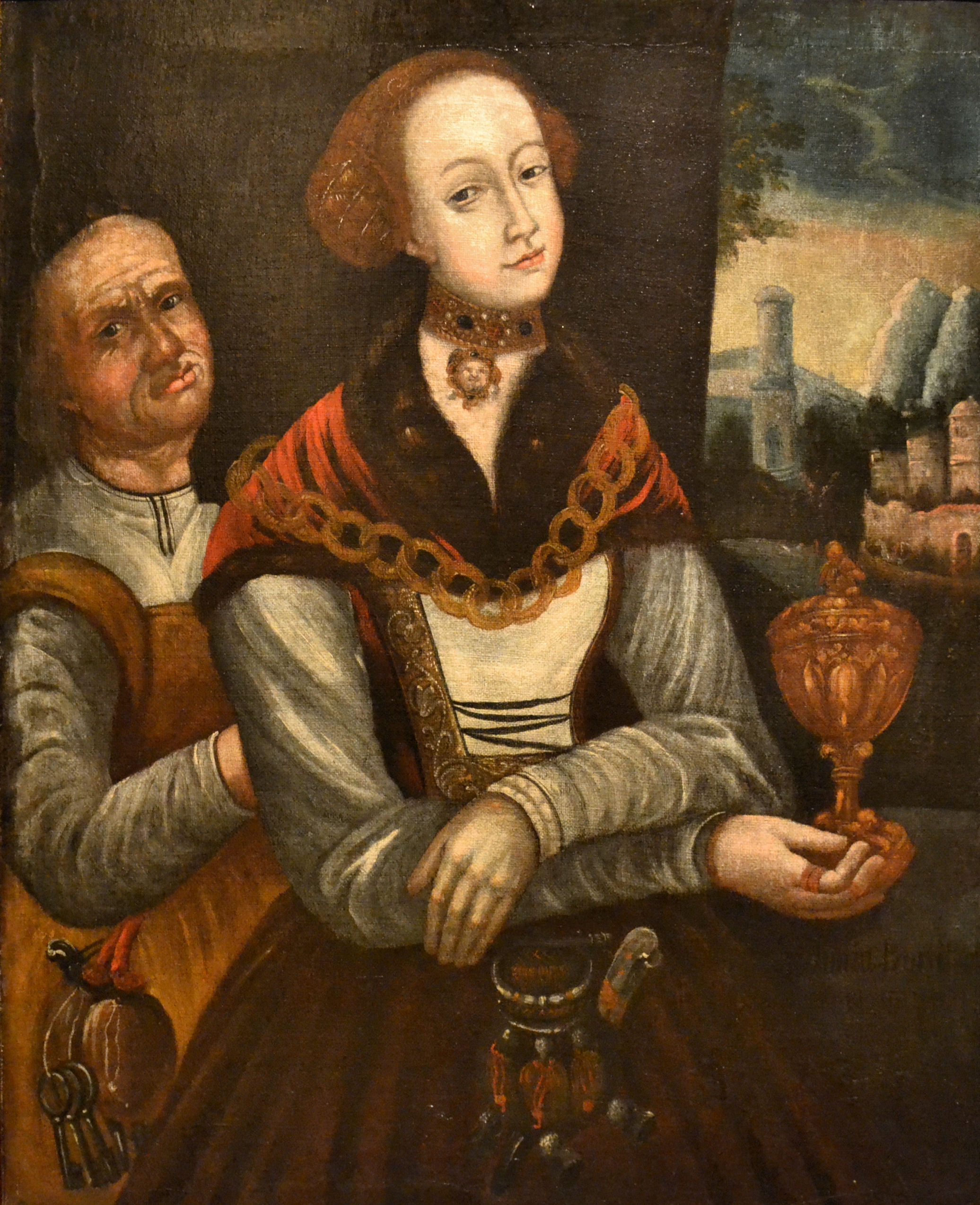
Sidonia von Borcke (1548–1620), die „Klosterhexe“

- Heinrich Borcke († 1497), herzoglich pommerscher Rat, Herr auf Labes und Falkenburg
- Sidonia von Borcke (1548–1620), genannt die „Klosterhexe“
- Georg Friedrich Borcke (1611–1660), Richter am Obertribunal Wismar, Direktor des königlich-schwedischen Hofgerichts Greifswald
- Andreas Adrian Borck (1629–1690), sächsischer Hofmeister
- Ernst Matthias von Borcke (1646–1728), sächsischer Generalleutnant der Infanterie und Festungskommandant
- Adrian Bernhard Graf von Borcke (1668–1741), preußischer Generalfeldmarschall, auch „Pommernmarschall“ genannt
- Georg Matthias von Borcke (1671–1740), preußischer Staatsbeamter und Kanzler der Neumark
- Franz Heinrich von Borcke (~1675–1739), preußischer Kammerdirektor
- Friedrich Wilhelm von Borcke (1680–1743), preußischer Generalmajor und Kommandant der Festung Kolberg
- Georg Heinrich von Borcke (1686–1747), preußischer Generalleutnant und Chef des Infanterieregiments Nr. 29
- Christoph Friedrich Berend von Borcke (1689–1770), preußischer Landrat des Borckeschen Kreises
- Franz Andreas von Borcke (1693–1766), preußischer Generalleutnant und Kommandant der Festung Magdeburg
- Friedrich Wilhelm von Borcke (1693–1769), hessen-kasselscher und preußischer Staatsminister
- Heinrich Leopold von Borcke (~1697–1771), preußischer Jurist, Direktor des Stettiner Konsistoriums
- Ernst Ludwig von Borcke (1702–1772), preußischer Oberst, Regimentskommandeur und Festungskommandant
- Friedrich Ludwig Felix von Borcke (1702–1751), preußischer Generalmajor und Generaladjutant von König Friedrich II.
- Kaspar Wilhelm von Borcke (1704–1747), preußischer Staatsmann und Literaturübersetzer
- Christian Ernst Wilhelm Benedikt von Borcke (1714–1783), preußischer Generalmajor und Chef des Infanterie-Regiments Nr. 16
- Heinrich Adrian Graf von Borcke (1715–1788), preußischer General der Kavallerie, Schriftsteller und Nationalökonom
- Albrecht Friedrich von Borck (1717–1775), preußischer Oberst und Chef des Königsberger Land-Regiments
- Gottlob Mathias von Borcke (1717–1797), preußischer Generalmajor und Chef des Dragonerregiments Nr. 7
- Johann Wilhelm Leopold von Borcke († 1801), preußischer Major und Kommandeur des Grenadierbataillons Nr. 3
- Philipp Ernst von Borcke (1729–1792), preußischer Generalmajor und Chef des Infanterieregiments Nr. 31
- Friedrich Albrecht von Borck (1730–1811), preußischer Kammerdirektor in Königsberg
- Friedrich Adrian von Borcke (1734–1806), preußischer Generalleutnant und Chef des Infanterieregiments Nr. 30
- Wilhelm Friedrich Leopold von Borcke (1737–1787), preußischer Landrat des Borckeschen Kreises
- Friedrich Georg Ludwig von Borcke (1747–1813), preußischer Landrat des Kreises Anklam
- Ernst August Philipp von Borcke (1766–1850), preußischer Landrat des Borckeschen Kreises und des Kreises Regenwalde
- Heinrich von Borck (1767–1827), preußischer Landrat des Kreises Krotoschin
- Peter Friedrich Christian von Borcke (1767–1822), preußischer Generalmajor und Kommandeur des Neumärkischen Dragoner-Regiments
- Ernst von Borcke (1774–1838), preußischer Generalmajor und Ingenieuroffizier
- Heinrich von Borcke (1776–1825), bergischer und preußischer Beamter
- Karl August Ferdinand von Borcke (1776–1830), preußischer General und erster Träger des Eisernen Kreuzes
- Felix von Borcke (1784–1863), preußischer Generalmajor und Kommandant der Festung Jülich
- Friedrich von Borcke (1791–1862), preußischer Generalleutnant und Kommandant von Berlin
- Karl von Borcke (1800–1870), preußischer Generalmajor und Kommandeur des 16. Infanterieregiments
- Alexander von Borck (1802–1880), preußischer Generalmajor und Kommandeur der 10. Infanterie-Brigade
- Franz von Borcke (1802–1886), preußischer Generalleutnant und Kommandeur der 15. Infanterie-Brigade
- Ludwig von Borcke (1804–1888), preußischer General der Infanterie und Gouverneur von Danzig
- Theodor von Borcke (1805–1878), deutscher Rittergutsbesitzer und Mitglied des Preußischen Herrenhauses
- Wilhelm von Borcke (1807–1867), preußischer Generalleutnant und Kommandeur des 9. Infanterieregiments
- Ferdinand von Borcke (1811–1883), preußischer Generalleutnant und Kommandeur der 10. Infanterie-Brigade
- Heinrich Gustav von Borcke (1829–1916), preußischer Gutsbesitzer und Mitglied des Preußischen Herrenhauses
- Heros von Borcke (1835–1895), preußischer Rittmeister, im Amerikanischen Bürgerkrieg Offizier der Konföderierten
- Kurt von Borcke (1835–1905), deutscher Rittergutsbesitzer und Mitglied des Preußischen Herrenhauses
- Wulff von Borcke (1839–1914), deutscher Rittergutsbesitzer und Mitglied des Preußischen Herrenhauses
- Paul von Borcke (1840–1893), deutscher Rittergutsbesitzer und Mitglied des Preußischen Abgeordnetenhauses
- Kurt von Borcke (1847–1921), preußischer Generalmajor und Kommandeur des Landwehrbezirks Halle
- Claus von Borcke (1868–1949), preußischer Landrat des Kreises Liebenwerda
- Hans Ulrich von Borcke (1902–1944), deutscher Verwaltungsjurist und Offizier, Landrat des Kreises Arnswalde
- Fabian von Borcke (* 1966), deutscher Unternehmer und ehemaliger Hamburger Politiker

## Weitere Literatur
- Heinrich Berghaus: Landbuch des Herzogtums Pommern und des Fürstentums Rügen. Teil II, Band 1, Verlag W. Dietze, Anklam 1865. (Digitalisat)
- Otto Hupp: Münchener Kalender 1917. Buch u. Kunstdruckerei AG, München/Regensburg 1917.